# Groux
Les groux sont une préparation culinaire traditionnelle à base de farine de sarrasin.

## Étymologie
D’après Émile Littré, groux aurait la même origine que gru et gruau. Bien que l’usage est consacré un pluriel, Littré retient un masculin singulier.

## Histoire
Recette traditionnelle française originaire de Bretagne et de la Manche,,.

## Préparation
Il s’agit d’une bouillie ėpaisse, à l’eau, de farine de sarrasin . Une fois refroidie elle prend une consistance épaisse et peut être moulée ou découpée en parrallélépipèdes qui seront poêlés ou frits. De nombreuses recettes sont disponibles sur internet.

## Consommation
La bouillie peut se consommer chaude avec une noix de beurre salé fondue. Elle se consomme plus souvent froide, après avoir été poêlée ou frite, et dégustée avec un accompagnement salé ou sucré,, ou dans un sandwich